# کونلی (جرجیا)
کونلی (به انگلیسی: Conley) یک منطقهٔ مسکونی در ایالات متحده آمریکا است که در شهرستان کلیتون، جورجیا واقع شده‌است. کونلی ۵٫۰۳ کیلومتر مربع مساحت و ۶٬۲۲۸ نفر جمعیت دارد و ۲۶۰ متر بالاتر از سطح دریا واقع شده‌است.